# ذمار علي يهبر الثاني
ذمار علي يهبر الثاني الحميري (نحو 250م - 324م): رابع ملوك عصر ملوك سبأ وذي ريدان وحضرموت ويمنت، تولى الحكم بعد الملك كرب إيل وتر يهنعم الثالث نحو سنة 319م، وقد لقبه العلماء بالثاني ليميز عن ملك آخر حكم قبله وتسمى بهذا الاسم واللقب أيضا، وهو الملك القوي (ذمار علي يهبر بن ياسر يهصدق).
لم يتم العثور على نقوش لفترة ذمار علي يهبر الثاني التي حكم فيها منفرداً، سوى نقشان هما (Ir 31 وIr 32)، ويتحدث النقشان عن حرباً شنتها سبأ على أرض حضرموت، بعد أن تمردت، وملكوا عليهم ملكاً اسمه (أنمار). وانتهت تلك الحرب بسيطرت سبأ على كل مدن حضرموت وأوديتها، وقتل ألف وثلاث مئة رجل، وجرح سبع ومئة، وأسر ثلاثة آلاف، وعاد جيش سبأ بالأسلاب والأسرى والسبايا والغنائم الثمينة من حضرموت نحو ملكهم ذمار علي يهبر في مدينة ظفار يريم، وفي الأسرى: أنمار الذي نصبوه حضرموت ملكاً، وعدد من الزعماء المتمردين، هم: ربيعة بن وائل، وأفصى بنِ جُمانٍ، وجشم بن مالك، وأسد بن سلمان، وعادية بن نمر، وقيس بن بشر إيل، وبُهْث بن شكيم، وثوبان بن جذيمة الصدفي، ويدع إيل السيباني، وقضاع السيباني.
وتجدر الإشارة إلى أن ربيعة بن وائل وأفصى بنِ جُمان وجشم بن مالك، السالف ذكرهم، كانوا قد تزعموا تمردات حضرموت على الملك ياسر يهنعم حوالي العام 316م، وقد أرسل إليهم ياسر يهنعم حملة بقيادة (سعد تالب الجدني)، والذي استطاع إخماد الثورة، وأسر أفصى بن جمان وجشم بن مالك مع مجموعة من الحضرميين، وأودعوا في السجون (النقش: Ja 665).أطلقهم فيما بعد الملك (كرب إيل وتر يهنعم الثالث)، فانطلقوا إلى حضرموت، وقاموا بالتمرد مرة أخرى، وأعلنوا الانفصال، وملكوا رجل عليهم يدعى أنمار، في محاوله منهم إعادة مملكة حضرموت. ويفترض بعض الباحثين أن هذا التصرف من الملك كرب إيل وتر يهنعم، أدى إلى تمرد داخلي عليه في العاصمة ظفار، ليصعد مكانة للحكم الملك ذمار علي يهبر نحو سنة 320م، ويقوم بحملاته الناجحة على حضرموت بمساندة القائد (سعد تالب الجدني).
وخلال تلك الحرب أشرك ذمار علي يهبر أبنه ثأران يهنعم معه في الحكم، كما تشير إلى ذلك النقوش بلقب (ذمار علي يهبر وأبنه ثأران ملكي سبأ وذي ريدان وحضرموت ويمنت) النقوش (Ja 668 وGraf 5).وقد قاد ذمار علي يهبر بنفسه مع أبنه ثأران يهنعم حربا على قبيلة الصدف، ضمن حروب سبأ على حضرموت، وهاجموا عدة مدن منها مدينة "صوران" والعقار في حضرموت، وقتلوا منهم، وأسروا أعداد كبيرة، واستسلم أغلبهم وأعلنوا الولاء والطاعة للملك، كما هاجم الملكان مدينة شبام، والتحموا مع الصدف، في معركة كبرى، انهزم فيها الصدفيين (النقش: Schm/Mārib 28).
في سنة 434 حـ بالتقويم الحميري الموافق 324 بعد الميلاد، نجد أبنه ثأران يهنعم ينفرد بالحكم، ويرجح وفاة ذمار علي يهبر في ذلك العام (نقش: DJE 25).